# 1698 год в музыке
1698 год в музыке был связан со следующими значительными событиями.

## События

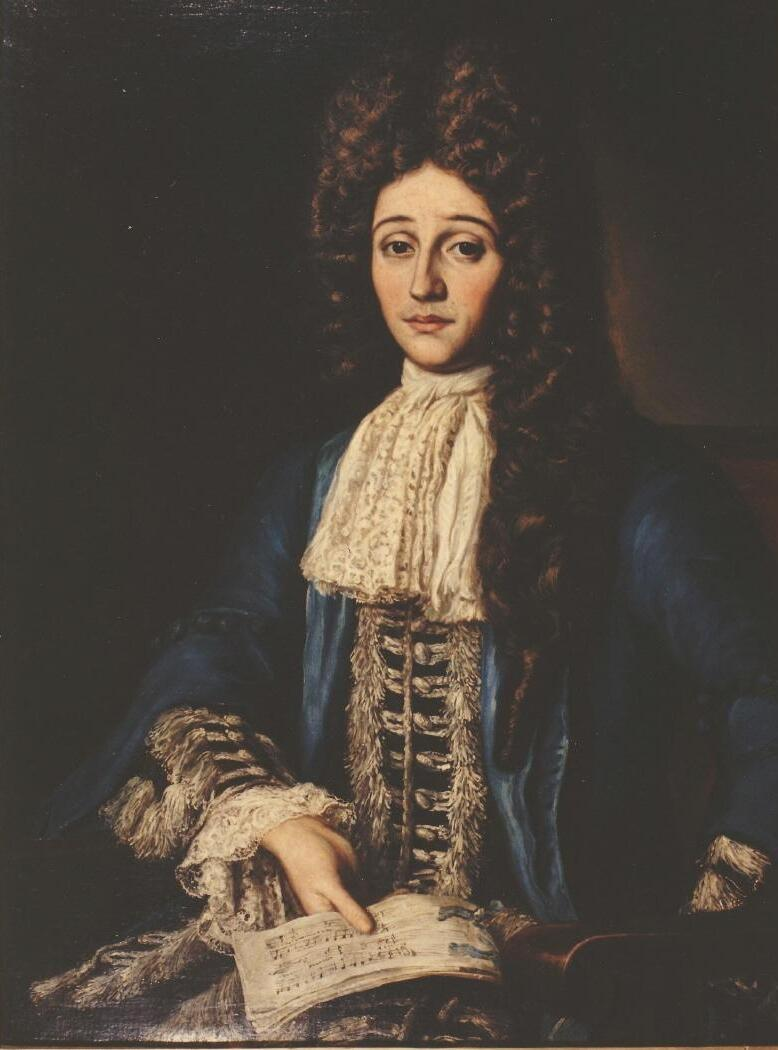
Маттеуччо (Маттео Сассано), итальянский певец-кастрат, прозванный «Неаполитанским соловьём» за чрезвычайно красивое сопрано и виртуозное пение

- Папа Иннокентий XII фактически ввёл запрет на публичные оперные представления, посчитав оперу величайшим логовом греха в Риме. Запрет действовал до 1710 года.[1]
- В Вене Иоганн Йозеф Фукс назначен императором Леопольдом I придворным композитором[нем.], вопреки мнению итальянских придворных музыкантов.[2]
- Марк-Антуан Шарпантье получает постоянную работу учителем музыки для детей в капелле Сент-Шапель в Париже.
- Джузеппе Торелли становится капельмейстером в придворной капелле маркграфа Ансбахского.
- Себастьян де Броссар стал капельмейстером кафедрального собора во французском городе Мо.
- Певца-кастрата Маттеуччо (Маттео Сассано)[англ.], известного как «Неаполитанский соловей», каждый вечер вызывает испанская королева, чтобы петь для больного короля Карла II. Певец оставался при испанском дворе до смерти короля в 1700 году.
- Антонио Страдивари делает скрипку «Кабриак».[3]

## Классическая музыка
- Иоганн Себастьян Бах — хоральные вариации «Господи, бедный грешник я» (нем. Ach, was soll ich Sünder machen), BWV 770.
- Себастьян де Броссар — мотет для 4 голосов, континуо Retribue servo tuo, SdB.004.[4]
- Марк-Антуан Шарпантье
  - Missa Assumpta est Maria, H.11;
  - In nativitatem Domini canticum, H.421.
- Мишель Ришар Делаланд — большой мотет «Царица Небесная, радуйся» (Regina coeli laetare), S.53.[5]
- Себастьян Кнюпфер[англ.] — Ecce quam bonum et quam iucundum (псалом 133) для соло, хора, 2 скрипок, 3 альтов, фагота и бассо континуо.[6]
- Иоганн Кригер — Anmuthige Clavier-Übung (сборник из 25 пьес для клавишных (орган, клавесин), включая ричеркары, фуги, прелюдии и так далее).
- Август Кюнель[англ.] — 14 сонат или партит с одним или двумя виола да гамба и бассо континуо.
- Изабелла Леонарда — 4-х голосные концертные псалмы с инструментами (Salmi concertati a 4 voci con strumenti), op. 19.
- Кристиан Либе[англ.] — O Heiland Aller Welt ich muß dir sehnlich klagen.
- Георг Муффат — сборник из 8 оркестровых сюит Florilegium Secundum.[7]
- Даниель Пёрселл
  - «Плач на смерть Генри Пёрселла» (англ. A Lamentation for the Death of Mr. Henry Purcell);
  - 6 Sonatas or Solos.
- Иоганн Абрахам Шмирер[нем.] — «Музыкальный зодиак» (Zodiaci musici в XII Partitas balleticas, veluti sua Signa divisi Pars I; 1-я часть сборника, включавшая шесть танцевальных сюит для скрипки, виолетты, альта и виолончели или клавесина).
- Джузеппе Торелли — 12 Concerti musicali a quattro, op. 6.
- Генрих Игнац Франц фон Бибер — Missa Alleluia  до мажор (C. 1) для солистов, двух хоров из 4 голосов, 2 скрипок, 3 альтов, 6 труб, литавры, 2 корнетти, 3 тромбонов, теорбы, органа и виолончели.
- Фридрих Вильгельм Захов — кантата Chorus seine coelitum.

## Опера

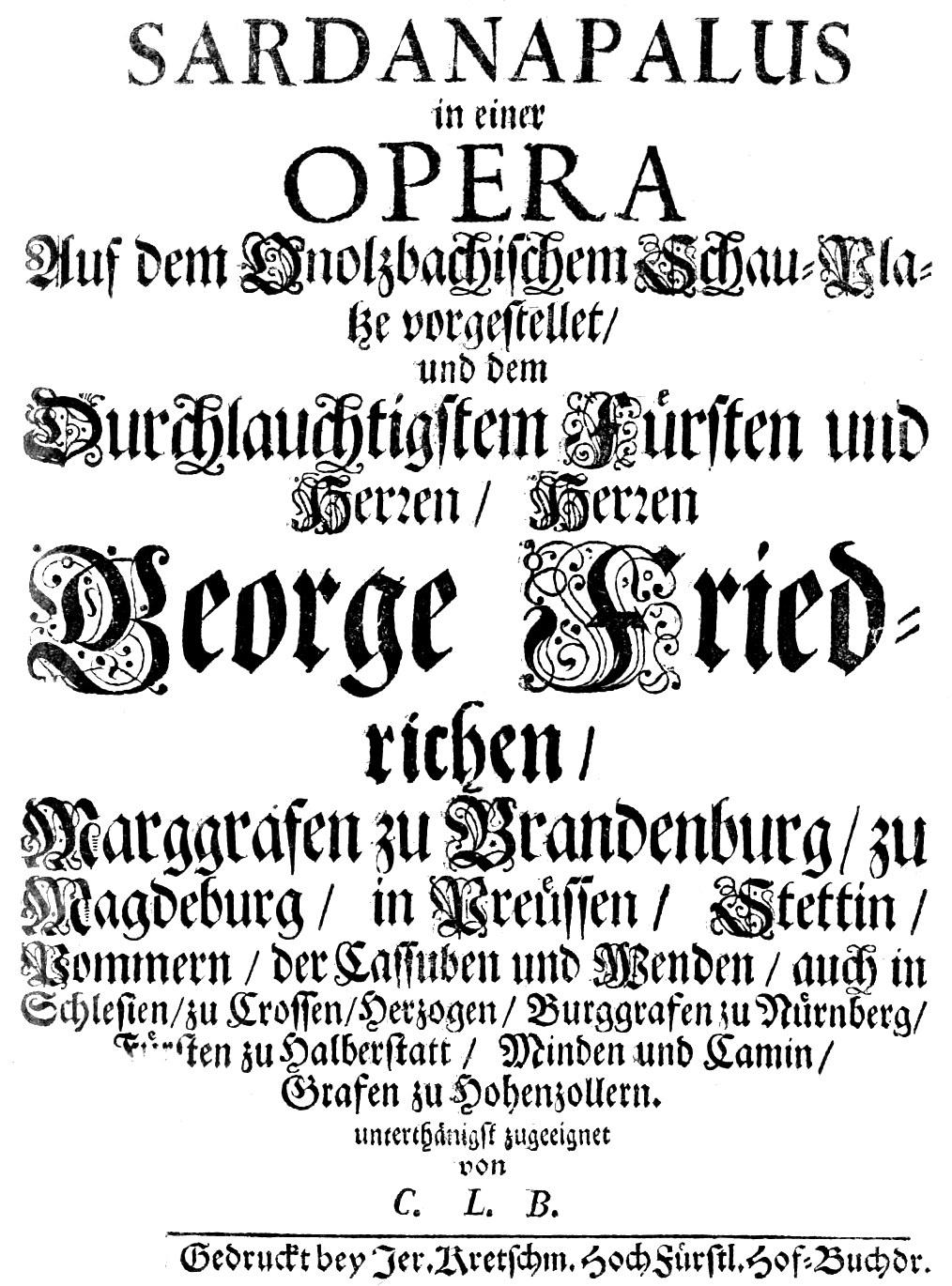
Титульный лист либретто оперы «Сарданапал», единственной сохранившейся оперы композитора Кристиана Людвига Боксберга

- Луиджи Манза[итал.] — музыкальная драма «Тито Манлио» (итал. Tito Manilo).
- Алессандро Скарлатти — музыкальные драмы
  - «Счастливый узник» (итал. Il prigioniero fortunato);
  - «Анакреон» (итал. Anacreonte);
  - «Верная женщина» (итал. La donna ancora è fedele).
- Кристиан Людвиг Боксберг[нем.] — «Сарданапал[нем.]» (нем. Sardanapalus).
- Бенедетто Виначчези[итал.] — «Оправданная невиновность[нем.]» (итал. L’innocenza giustificata).
- Райнхард Кайзер — зингшпиль «Храм Януса[нем.]» (нем. Der Tempel des Janus).
- Лоренсо де лас Льямосас[исп.] — сарсуэла «Судьбы покоряют изяществом[исп.]» (исп. Der Tempel des Janus).
- Мишель Ришар Делаланд — комедия-балет «Мелисерта» (фр. Mélicerte); музыка к пьесе Ж. Б, Мольера).
- Генрих Игнац Франц фон Бибер — шульдрама[нем.] Honor divinus de respectu humano triumphans, seu S. Thomas cancellarius… [C. App. 27].
- Антонио Кальдара —
  - оратория «Магдалина у ног Христа[нем.]» (итал. Maddalena ai piedi di Cristo).
  - «Атталанта или постоянство в любви» (итал. Attalanta ovvero la costanza in amor).
- Карло Агостино Бадиа[итал.] — L'idea del felice governo и Lo squittinio dell'eroe.

## Публикации
- Вдова Генри Пёрселла издает первый том Orpheus Britannicus.

## Родились
- 3 января — Метастазио (итал. Metastasio), урождённый Пьетро Антонио Доменико Трапасси (итал. Pietro Antonio Domenico Trapassi), прославленный итальянский поэт, драматург и оперный либреттист (ум. в 1782).
- 4 апреля — Генрих Валентин Бек (англ. ), немецкий композитор и музыкальный педагог (ум. в 1758).
- 21 сентября — Франсуа Франкёр (фр. François Francœur), французский скрипач, композитор и дирижёр, дядя Луи Жозефа Франкёра, двоюродный дед математика Луи-Бенжамена Франкёра. (ум. в 1787).

Дата рождения неизвестна —
- Антонио Биони[итал.] (итал. Antonio Bioni), итальянский композитор и певец, работавший в основном в Богемии и Силезии (ум. в 1739).
- Риккардо Броски (англ. Riccardo Broschi), итальянский композитор, брат известного оперного певца-кастрата Карло Броски, выступавшего под псевдонимом Фаринелли (ум. в 1756).[8]
- Селестин Харст (англ. ), священник, органист и композитор (ум. в 1778).

Вероятно —
- Джованни Баттиста Саммартини (англ. ), итальянский композитор (ум. в 1775).

## Умерли
- 28 октября — Франческо Руджери (итал. Francesco Ruggeri), знаменитый итальянский мастер струнных инструментов, современник и, вполне вероятно, ученик Николо Амати, основатель династии скрипичных мастеров (род. ок. 1630).
- 7 декабря — Андреа Гварнери (итал. Andrea Guarneri), итальянский мастер струнных инструментов, основатель династии скрипичных мастеров (род. ок. 1626).

Точная дата смерти неизвестна —
- Томас Коннеллан[англ.] (англ. Thomas Connellan), ирландский композитор и арфист (род. 1640/1645).
- Джованни Баттиста дельи Антоний[нем.] (итал. Giovanni Battista degli Antonii), итальянский композитор Болонской школы барокко (род. ок. 1636).
- Николо Минато[итал.] (итал. Nicolò Minato), итальянский поэт, либреттист и импресарио (род. ок. 1630).